# Index prosperity
Index prosperity je každoroční hodnocení 142 zemí světa, které bylo navrženo Institutem Legatum. Index zahrnuje mnoho faktorů od míry bohatství, přes ekonomický růst, vzdělanost, vyspělost zdravotnictví, spokojenost občanů či kvalitu života.
V roce 2013 se na první příčce umístilo Norsko, za kterém následovalo Švýcarsko a Kanada. Spojené státy americké se umístily na 11., Spojené království na 16. a Česká republika na 29. místě.
Společnost Deloitte počítá hodnotu indexu prosperity jako rozdíl tempa růstu mezd a polovinou hodnoty míry nezaměstnanosti, kdy kladný výsledek znamená dobré časy a záporný výsledek zlé časy. Podle ekonoma společnosti Deloitte Davida Marka je takto navržený index navržen tak, aby v čase kolísal okolo nuly, nikoliv aby rostl. Míru nezaměstnanosti je nutné dělit dvěma, protože historicky je hodnota tohoto ukazatele průměrně dvakrát vyšší než reálný růst průměrné mzdy.